# Тунжэнь (Цинхай)
Тунжэ́нь (кит. упр. 同仁, пиньинь Tóngrén) — городской уезд Хуаннань-Тибетского автономного округа провинции Цинхай (КНР); место пребывания властей округа.

## История
Уезд Тунжэнь (同仁县) был образован в 1929 году.
В 1952 году уезд Тунжэнь был преобразован в Тунжэнь-Тибетский автономный район (同仁藏族自治区). В 1953 году из него был выделен уезд Дзеког, а оставшаяся часть Тунжэнь-Тибетского автономного района вновь стала уездом Тунжэнь, который вошёл в состав новообразованного Хуаннань-Тибетского автономного района (黄南藏族自治区). 22 мая 1955 года Хуаннань-Тибетский автономный район был переименован в Хуаннань-Тибетский автономный округ.
В июне 2020 года уезд Тунжэнь был преобразован в городской уезд.

## Административное деление
Городской уезд Тунжэнь делится на 3 посёлка и 8 волостей.